# Trine Mette Egetved-Sørensen
Trine Mette Egetved-Sørensen er en dansk politiker og 1. viceborgmester i Gribskov Kommune. Hun er valgt for Det Konservative Folkeparti og opnåede 2.855 personlige stemmer ved Kommunalvalget 2021, og blev den i Gribskov Kommune der fik flest personlige stemmer ved valget og markant flere end tidligere borgmester Anders Gerner Frost (NG) med 1362 personlige stemmer og den nuværende borgmester Bent Hansen (V) med 980 personlige stemmer.
Udover at være 1. viceborgmester, er hun formand for Udvalget for Skole, Børn og Familie, samt medlem af Økonomiudvalget, Udvalget for Ældre, Social og Sundhed, udvalget for Beskæftigelse og Unge og temaudvalget Sammen om fremtidens velfærd
Trine Egetved blev første gang valgt til byrådet i 2014 og er uddannet pensionsmægler, og arbejder som leder i en stor pensionsmæglervirksomhed, og har siden år 2000 været koreograf på Gribskov Ungdomsskoles årlige musical.
Trine Egetved er gift og har 4 børn.